# Rue Cases-Nègres
Pour les articles homonymes, voir Rue Cases-Nègres (homonymie).

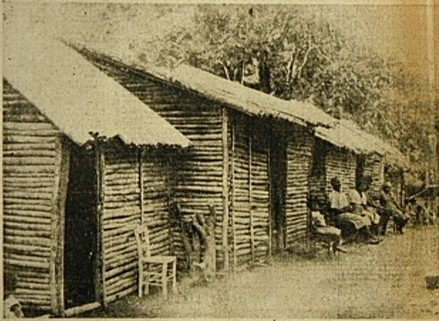
Rue Cases-Nègres à la Martinique vers 1950.

La rue Cases-Nègres désigne le quartier des esclaves dont l'allée centrale est bordée de cases, dans les Habitations agricoles coloniales françaises. C’est là que la société créole des Caraïbes modernes est née, a grandi, s’est développée et enracinée.

## Histoire

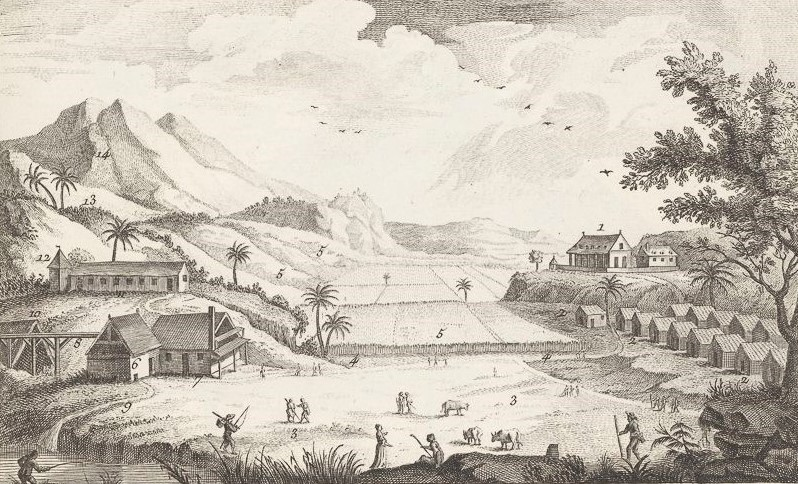
Vue d'artiste d'une habitation sucrière type au XVIIIe siècle (gravure de Robert Bénard en 1762). La rue case-nègres est située à droite. Dans cette représentation idéalisée des plantations, le travail forcé des esclaves n'est volontairement pas montré.

Le terme désigne les sites d’habitat des esclaves d’origine africaine et de leurs descendants transportés de force dans ces îles pour y travailler dans les plantations.

## Arts et littérature

### Littérature
- La Rue Cases-Nègres, roman de Joseph Zobel

### Cinéma
- Rue Cases-Nègres, film adapté du roman par Euzhan Palcy

### Musique
- Rue Case Nègres, album du groupe français Neg'Marrons